# تأثیرات و مآثر سعدی
تأثیرِ کارِ سعدی از زمانِ زندگیش تا بعدها چشمگیر بوده است.

## اعتلای زبانِ فارسی
شواهدی هست که کلام سعدی، در زمان زندگانی و همچنین پس از مرگش، در هرکجا که به زبانِ فارسی سخن می‌گفته‌اند، شناخته شده بود. سعدی در زمان حیات خود به عنوان سخنور و شاعر، شهرت زیادی پیدا کرد و حتی در هندوستان، آسیای صغیر و آسیای میانه نیز او را می‌شناختند و اشعارش را می‌خواندند. ابن بطوطه، جهانگرد سدهٔ هشتم هجری، در گزارش سفر خود به چین، از امیرزادهٔ شهر خنسا می‌نویسد که به شعر و موسیقی فارسی علاقهٔ زیادی داشت و در محفل او آوازی به زبان فارسی خوانده می‌شد. این آواز چندان تکرار شد که ابن بطوطه آن را از بر شد و گزارش کرد:
| تا دل به مهرت داده‌ام |  | در بحر غم افتاده‌ام  |
| چون در نماز استاده‌ام |  | گویی به محراب اندری |

امروز می‌دانیم که این شعر از سعدی است و به عبارتی، دایرهٔ نفوذ شعر سعدی تا چین هم گسترش داشته است. یادداشت‌های ابن بطوطه همچنین نشان می‌دهد که زمزمهٔ اشعار سعدی در بین ملوانان چینی نیز مرسوم بوده است.
به‌نظر می‌رسد که سعدی از عالم‌گیر بودن شعر و کلام خود آگاه بوده؛ چنان‌که در جایی مدعی می‌شود:
| شنیده‌ام که مقالات سعدی شیراز |  | همی‌برند به عالم چو نافه ختنی |

کلام سعدی تأثیر انکارناپذیری در زبان و ادبیات فارسی داشته است؛ آن‌چنان‌که شباهت قابل توجهی بین زبان فارسی امروزی و زبان سعدی وجود دارد. محمّدعلی فروغی در این‌باره می‌گوید: 
«گاهی شنیده می‌شود که اهل ذوق اعجاب می‌کنند که سعدی هفتصد سال پیش به زبان امروزی ما سخن گفته است، ولی حق این است که سعدی هفتصد سال پیش به زبان امروزی ما سخن نگفته است؛ بلکه ما پس از هفتصد سال به زبانی که از سعدی آموخته‌ایم سخن می‌گوییم؛ یعنی سعدی شیوهٔ نثر فارسی را چنان دلنشین ساخته که زبان او زبان رایج فارسی شده است.» 
شعر و نثر سعدی، همواره به‌عنوان یکی از منابع متداول برای آموزش زبان فارسی مطرح بوده است. کتاب گلستان، سالیان زیادی به عنوان منبع آموزشی برای مکتب‌خانه‌ها و مدرسه‌ها مورد استفاده واقع می‌شده است. به گفتهٔ ادوارد براون، ایران‌شناس مشهور بریتانیایی، طی شش قرن و نیم، هرجا به آموزش زبان فارسی پرداخته شده، نخستین کتاب‌هایی که به دست آموزنده داده‌اند، آثار سعدی بوده است.
پاره‌های فراوانی از شعرها و حکایت‌های سعدی در فارسی امروز به‌صورت اصطلاح یا ضرب‌المثل به‌کارمی‌رود. تنها از کتاب گلستان، بیش از ۴۰۰ عبارت به عنوان ضرب‌المثل وارد زبان فارسی شده است. از آن جمله می‌توان به موارد زیر اشاره کرد:
- مشک آن است که خود ببوید…
- ترسم نرسی به کعبه ای اعرابی، کاین ره که تو می‌روی به ترکستان است
- ... ادب از که آموختی؟ از بی‌ادبان
- از کوزه همان برون تراود که در اوست
- آن را که حساب پاک است، از محاسبه چه باک است؟

این ویژگی، تنها مختص گلستان نیست و در همهٔ آثار سعدی ملاحظه می‌شود؛ چنان‌که به گفتهٔ خطیب رهبر، بیش از ۸۰۰ مورد از غزل‌های وی نیز جنبهٔ ضرب‌المثل یافته است.
سعدی در زمان بودِش و پس از مرگ، مورد توجه بسیاری از شاعران فارسی‌زبان قرار گرفته است. همام تبریزی (م. ۷۱۴ هجری) و نزاری قهستانی (م. ۷۲۱ هجری)، شاعران هم عصر سعدی بودند که به وی ارادت می‌ورزیدند و از او تأثیر می‌پذیرفتند. از همام تبریزی بیش از دویست غزل بر جای مانده که در بیش از هشتاد غزل با غزلیاتی از سعدی هم‌وزن یا هم‌قافیه است. امیرخسرو دهلوی (م. ۷۲۵ هجری) و امیرحسن دهلوی (م. ۷۳۷ هجری) دو شاعر فارسی‌سرای هندی معاصر سعدی بودند که در سرایش غزل از سعدی پیروی می‌کردند. پیروی امیرحسن دهلوی از سعدی به حدی است که به وی لقب سعدی هندوستان را داده‌اند. سیف فرغانی (م. ۷۴۹ هجری) شاعر فارسی‌گوی دیگری است که در عصر سعدی و در آقسرا در آسیای صغیر می‌زیست. وی شیفتهٔ غزلیات سعدی بود و برخی از غزلیات سعدی را پاسخ گفته است. وی همچنین چندین قصیده در ستایش سعدی سروده و وی را سلطان سخن قلمداد کرده است.
تأثیر سعدی بر حافظ (م. ۷۹۲ هجری) نیز مشهود است؛ وی عروض خود را بر مبنای اشعار سعدی گذاشته و حدود ۳۰ غزل با وزن و قافیه غزلیات سعدی سروده است. همچنین در اشعار حافظ، موارد بسیاری از تضمین از اشعار سعدی به‌چشم می‌خورَد. تعداد تضمین‌ها، استقبال‌ها، اقتباس‌ها و مشابهت‌های لفظی و معنایی در اشعار حافظ با اشعار سعدی به ۱۵۰ مورد می‌رسد. حافظ در یکی از غزل‌های خود بر جایگاه سعدی به‌عنوان استاد سخن تأکید کرده و در عین حال خود را متأثر از سبک خواجو دانسته است. البته این بیت منسوب به حافظ است و عبدالعلی دستغیب، آن را غیرقابل استناد می‌داند. وی حافظ را بدون هیچ تردیدی از پیروانِ سبکِ سعدی می‌داند.
همچنین، بسیاری از شاعران و نویسندگان پس از سعدی با الهام از کتاب گلستان یا به تقلید از آن، آثاری را خلق کرده‌اند. از جملهٔ این آثار می‌توان به روضه خلد مجد خوافی، نگارستان معین‌الدین جوینی (م. ۷۸۳ هجری)، بهارستان جامی (م. ۸۷۱ هجری)، منشآت قائم مقام فراهانی (م. ۱۲۵۱ هجری)، پریشان قاآنی (م. ۱۲۸۵ هجری)، و بسیاری آثار دیگر اشاره کرد. با این حال، هیچ‌کدام از این آثار نتوانسته‌اند به موفقیت و جایگاهی مانند گلستان برسند.
تأثیر سعدی بر ادبیات فارسی، در ادبیات معاصر نیز مشهود است؛ برای نمونه، تأثیرپذیری پروین اعتصامی از سبک شعری و اصطلاحات سعدی، به خوبی دیده می‌شود. ابراهیم گلستان از جملهٔ نویسندگان معاصر است که در سبک نویسندگی خود از سعدی تأثیر پذیرفته است؛ او در نثر خود از جملات دارای وزن عروضی، جملات کوتاه و آرایه‌های ادبی مانند جناس، استعاره و مجاز استفاده کرده است و مثلاً علی‌اصغر شیرزادی او را «سعدی زمانه» خوانده. محمود دولت‌آبادی نیز بهرام بیضایی را «سعدی معاصر ما» گفته است. محمّدعلی جمال‌زاده گرایشِ مشهودی به ساده‌نویسی و کاربرد زبان عامیانه در آثار خود داشت. او در خلق آثارش، به گفتهٔ خودش، «در مقام ساده نوشتن، آنچه سهل و ممتنع می‌گویند و بارزترین نمونهٔ آن گفتهٔ سعدی است» را در نظر داشته است. زبانِ جمال‌زاده لحنی گزارشی و آمیخته با شوخی دارد و از شیوهٔ حکایت‌نویسی متون کلاسیک مانند گلستان سعدی پیروی می‌کند؛ به‌طوری که نکات اخلاقی با لحنی اندرزگونه اما با استفاده از چاشنی طنز به خواننده انتقال داده می‌شود. محمّد حجازی در داستان‌ها و مقالات خود از سبک و زبانی ویژه استفاده می‌کرد که انشایی ساده و آهنگین داشت و از ترکیب‌های غنایی سنتی آکنده بود. او از زبان سعدی در گلستان پیروی می‌کرد و سعی داشت، صورتی امروزی شده از آن زبان را در آثار خود به‌کار بَرَد.

## تأثیر بر نهضت روشنگری در مغرب‌زمین

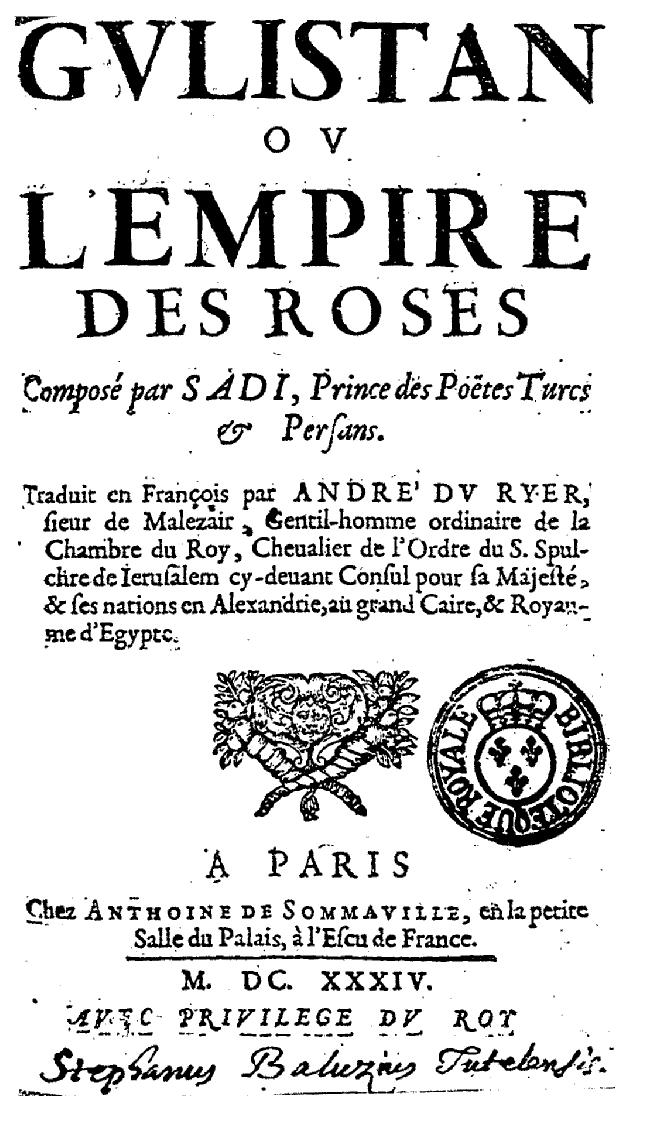
صفحهٔ عنوانِ ترجمهٔ آندره دو ریه از بخش‌هایی از گلستان، منتشرشده در سال ۱۶۳۴

سعدی نخستین شاعر ایرانی است که آثار او به یکی از زبان‌های اروپایی ترجمه شده است. آندره دو ریه در سال ۱۶۳۴ میلادی بخش‌هایی از گلستان را به زبان فرانسوی ترجمه کرد. در سال ۱۶۵۱ میلادی، برگردان لاتین از گلستان منتشر شد. در سال ۱۶۵۴، آدام اولئاریوس، ترجمهٔ کاملی از بوستان و گلستان را به زبان آلمانی منتشر کرد. او زبان فارسی را در ایران آموخته بود و ترجمه‌اش را به کمک یک ایرانی به نام حق‌وردی انجام داد. در زبان انگلیسی، نخستین‌بار در سال ۱۷۷۴ میلادی، بخش‌هایی از گلستان را استیفن سالیوان ترجمه و با عنوان حکایات برگزیده از گلستان در لندن منتشر کرد. در سال ۱۸۸۸ میلادی، نخستین ترجمهٔ انگلیسی کامل از این کتاب را نیزسر ریچارد برتون نوشت.
ترجمهٔ آثار سعدی به زبان فرانسوی و سپس دیگر زبان‌های اروپایی، زمینهٔ نفوذ ادبیات و جهان‌بینی سعدی در غرب را فراهم کرد؛ به‌طوری که آثار او، پیش از نوگرایان ایرانی، مورد توجه نوگرایان غربی قرار گرفت. نوگرایان فرانسوی در قرن هجدهم میلادی، آثار سعدی را نوعی انتقاد اجتماعی یافته‌بودند، که می‌توانستند با توجه به ویژگی‌های جامعهٔ خود، از آن الگوبرداری کنند. سبک ظریف سعدی و توجه او به حکمت و خرد عملی، تأثیر مطلوبی بر خوانندگان اروپایی داشت و درک آثار او را برای مردم اروپا، بیش از هر شاعر فارسی‌زبان دیگری تسهیل کرد.

### در فرانسه
ژان دو لا فونتن از مشهورترین حکایت‌نویسانِ فرانسوی است که در خلق آثار خود به کلیله و دمنه، انوار سهیلی و گلستان سعدی توجه داشته است. وی در برخی از آثارش بدون کم‌وکاست از حکایات سعدی اقتباس کرده است. ولتر، نویسندهٔ مشهور عصر روشنگری در فرانسه، در بخش‌هایی از رمان فلسفی صادق، تحت تأثیر گلستان سعدی بوده است. دنی دیدرو، از نویسندگان بزرگ قرن هجدهم فرانسه است که آثار سعدی را ستایش کرده است. به‌طور خاص، باب نخست گلستان، در سیرت پادشاهان، مورد توجه وی قرار داشته است. ویکتور هوگو و آندره ژید نیز از جمله متفکران و ادیبان فرانسوی بودند که تا حدودی از سعدی متأثر شدند. گلستان تاکنون شش بار به‌طور کامل به زبان فرانسه ترجمه شده است.
لازار کارنو، ریاضی‌دان مشهور فرانسوی، به سعدی علاقهٔ وافری داشت. این علاقه به حدی بود که نام سعدی را به‌عنوان نام میانی فرزندان خود برگزید. فرزند وی نیکولا سعدی کارنو، پدر علم ترمودینامیک و نوهٔ وی ماری فرانسوا سعدی کارنو، رئیس‌جمهور فرانسه در سال‌های ۱۸۸۷ تا ۱۸۹۴ است، که نام میانی هر دو به افتخار سعدی انتخاب شده است.

### در آلمان
یوهان ولفگانگ فون گوته در خلق آثار خود به ادبیات شرقی و، به‌طور خاص، ادبیات فارسی توجه ویژه‌ای داشت. گوته، سعدی را می‌شناخته و در خلق آثار خود از سعدی تأثیر پذیرفته است. یکی از کتاب‌های وی با نام دیوان غربی-شرقی، اگرچه به‌طور مشهودی تحت تأثیر اشعار حافظ سروده‌شده و در هیچ‌کجای کتاب نامی از سعدی برده نشده؛ اما بخش‌هایی از آن نیز حاوی اشعاری است که از بوستان و گلستان سعدی اقتباس شده است. یکی از این اقتباس‌ها، داستان قطره بارانی است که با دیدن دریا، خود را ناچیز می‌شمارد و به سبب این فروتنی، صدفی او را در بر می‌گیرد و تبدیل به یک مروارید می‌شود. این داستان، بی کم‌وکاست از قطعه‌ای با مطلع «یکی قطره باران ز ابری چکید…» در بوستان اقتباس شده است. گوته، این دیوان خود را با نقل فارسی و ترجمهٔ آلمانی یکی از اشعار گلستان به پایان برده است.

### در آمریکا
رالف والدو امرسون به واسطهٔ مطالعهٔ ترجمهٔ آلمانی گلستان با سعدی آشنا شد. وی مقالاتی در مورد سعدی نوشته و منتشر کرده است. در اشعار او نیز می‌توان عباراتی یافت که تحت تأثیر گلستان سعدی سروده شده است. وی معتقد بود که سعدی به زبان همهٔ اقوام و ملل سخن می‌گوید و سخنان او مانند شکسپیر، سروانتس و هومر همیشه تازگی دارد. وی دستورهای اخلاقی کتاب گلستان را قوانین عمومی و بین‌المللی می‌دانست.

### در روسیه
الکساندر پوشکین منظومهٔ فواره باغچه‌سرای را با نگاهی به ادبیاتِ شرق نوشته و آن را با این عبارت آغاز کرده است: «بسیاری چون من فواره را دیده‌اند اما برخی از آنان در عالم وجود نیستند و دیگران نیز در بلاد دور سیاحت می‌کنند.» این عبارت برداشتی است از بیت‌های ۴۷۹ و ۴۸۰ باب یکم بوستان سعدی. او این مفهوم شاعرانه را بخش‌های مختلفی از این اثر تکرار کرده است. ایوان بونین، نویسنده و شاعر معاصر روس و برندهٔ جایزهٔ نوبل ادبیات، در گفته‌های خود بارها به تأثیراتی که اشعار سعدی بر او گذاشته، اشاره کرده است. به اعتقاد او سعدی، سی سال از عمرش را صرف شناخت کرد، سی سال سفر کرد و سی سال را نیز به اندیشیدن و خلق آثار اختصاص داد. بونین نیز بخش عمده‌ای از زندگی خود را صرف سفر به نقاط گوناگون دنیا کرد و به‌طور خاص، سفرهای متعددی به سرزمین‌های شرقی داشت. او در سفرهایش کتاب‌های سعدی به‌ویژه گلستان را همراه داشت و مطالعه می‌کرد. در آثار او ردپای مضمون‌ها و نمادهای سعدی مشاهده می‌شود و در بعضی جاها به نام سعدی نیز اشاره شده است. او در داستان مرگ پیامبر با صراحت از تأثیر سعدی می‌گوید و داستان را با سخنی از دیباچهٔ گلستان به پایان برده است. او در این اثر به نام سعدی اشاره کرده و دربارهٔ او گفته است: «ما با بهره از اشعار شیخ سعدی که مانند دانه‌های مروارید در میان اشعار ما آمده، خوش قلم شدیم.» تشبیه کلام سعدی به دانه‌های مروارید نیز برگرفته از خود سعدی است.

## محبوبیت در مشرق‌زمین
آثار سعدی در شبه‌قارهٔ هند به زبان‌های اردو، پنجابی، سندی و سانسکریت منتشر شده است. از آثار سعدی –چنان‌که مورد اشاره جواهر لعل نهرو نیز واقع شده– در کتاب‌های درسی نظام آموزش و پرورش هندوستان و پاکستان استفاده شده است. به‌واسطهٔ این که زبان فارسی در مقاطعی از تاریخ، به ویژه در زمان گورکانیان زبان رسمی هند بوده، نسخه‌های خطی متعددی از گلستان، بوستان و کلیات سعدی از هند به‌دست آمده که به سفارش حاکمان وقت نوشته شده است. علاوه بر این، شاعران فارسی‌زبان هندی مانند امیرخسرو دهلوی و امیرحسن دهلوی نیز تحت تأثیر سعدی بوده‌اند.
در امپراتوری عثمانی آثار سعدی و به‌ویژه گلستان و بوستان از اقبال عمومی برخوردار بود. اندیشمندان ترک ترجمه‌ها و شرح‌های متعددی بر این آثار نوشته و منتشر کرده‌اند. برخی منابع کهن‌ترین ترجمهٔ گلستان به ترکی را منسوب به سیف فرغانی، شاعر قرن هفتم هجری می‌دانند. در امپراتوری عثمانی، علاوه بر شرح‌ها، دست‌کم هفت ترجمه ترکی از گلستان انجام شده است.
نخستین شرحی که به زبان عربی بر گلستان نوشته شده، اثر یعقوب بن علی بروسوی، فقیه و ادیب اهل عثمانی است که در قرن دهم هجری نوشته شده و در آن، پس از متن فارسی عبارت‌های گلستان، ترجمه و شرح عربی آن آمده است. از جمله ترجمه‌های متأخر آثار سعدی به زبان عربی می‌توان موارد زیر را برشمرد:
- ترجمة الجلستان الفارسی العبارة المشیر إلی محاسن الآداب بألطف إشارة (ترجمهٔ گلستان)، جبرائیل المخلع (مترجم اهل سوریه)، ۱۸۴۶ میلادی[۳۶]
- کلستان: روضة الورد (ترجمهٔ گلستان)، محمد الفراتی (مترجم اهل سوریه)، ۱۹۶۲ میلادی[۳۷]
- البستان (ترجمهٔ بوستان)، محمد الفراتی، ۱۹۶۲ میلادی[۳۷]

## شعرِ بنی‌آدم
«بنی‌آدم» قطعه‌شعر مشهوری از گلستان سعدی‌ست که به دلیل مضمون انسان‌دوستانه‌اش بسیار مورد توجه واقع شده است:
| بنی آدم اعضای یکدیگرند   |  | که در آفرینش ز یک گوهرند |
| چو عضوی بدرد آورد روزگار |  | دگر عضوها را نماند قرار  |

در برخی از منابع فارسی و انگلیسی گزارش شده که این شعر بر سردر ورودی تالار ملل ساختمان سازمان ملل متحد در نیویورک با خط نستعلیق طلاکوب نقش بسته است؛ ولی این ادعا درست نیست و عکسی نیز از این شعر بر سردر نام‌برده دیده نشده است. با این حال در سال ۱۳۸۴، از سوی ایران، فرشی از استاد صیرفیان به سازمان ملل متحد اهدا و در آن نصب شد، که شعر بنی‌آدم در آن نقش بسته بود. این شعر در پیام فارسی که در مجموعهٔ پیام‌های فضاپیمای وُیِجِر (در مجموع، پیام‌هایی به ۵۵ زبان) برای فضاهای دوردست فرستاده شده است، برگزیده شده است.